# Torneo de San Diego 2021
El San Diego Open 2021 fue un evento de tenis profesional de la categoría ATP 250 que se jugó en pistas duras. Se trató de la 1.a edición del torneo que formó parte del ATP Tour 2021. Se disputó en San Diego, Estados Unidos del 27 de septiembre al 3 de octubre de 2021 en el Barnes Tennis Center.

## Distribución de puntos
| Modalidad            | Campeón | Finalista | Semifinales | Cuartos de final | 2ª ronda | 1ª ronda | Clasificados | 2ª ronda de clasificación | 1ª ronda de clasificación |
| Individual masculino | 250     | 165       | 100         | 50               | 25       | 0        | 13           | 7                         | 0                         |
| Dobles masculino     | 250     | 150       | 90          | 45               | 20       | 0        | -            | -                         | -                         |

## Cabezas de serie

### Individuales masculino
| Tenista               | Ranking | Preclasificado |
| Andrey Rublev         | 5       | 1              |
| Casper Ruud           | 10      | 2              |
| Félix Auger-Aliassime | 11      | 3              |
| Denis Shapovalov      | 12      | 4              |
| Hubert Hurkacz        | 13      | 5              |
| Diego Schwartzman     | 15      | 6              |
| Christian Garín       | 17      | 7              |
| Daniel Evans          | 23      | 8              |
| Lorenzo Sonego        | 24      | 9              |

- Ranking del 20 de septiembre de 2021.[2]

### Dobles masculino
| Tenistas                       | Ranking | Preclasificado |
| Joe Salisbury Neal Skupski     | 25      | 1              |
| Jamie Murray Bruno Soares      | 29      | 2              |
| John Peers Filip Polášek       | 33      | 3              |
| Simone Bolelli Máximo González | 57      | 4              |

## Campeones

### Individual masculino
Casper Ruud venció a  Cameron Norrie por 6-0, 6-2 

### Dobles masculino
Joe Salisbury /  Neal Skupski vencieron a  John Peers /  Filip Polášek por 7-6(7-2), 3-6, [10-5]